# Кадот (Висконсин)
Кадот (енгл. Cadott) град је у америчкој савезној држави Висконсин.

## Демографија
По попису из 2010. године број становника је 1.437, што је 92 (6,8%) становника више него 2000. године.
| Група             | 2000.         | 2010.         |
| Белци             | 1.328 (98,7%) | 1.405 (97,8%) |
| Афроамериканци    | 1 (0,1%)      | 5 (0,3%)      |
| Азијати           | 7 (0,5%)      | 6 (0,4%)      |
| Хиспаноамериканци | 2 (0,1%)      | 7 (0,5%)      |
| Укупно            | 1.345         | 1.437         |